# Hammam al-Sarah
Hammam al-Sarah è un bagno turco omayyade della Giordania, costruito in connessione con il complesso di Qasr al-Hallabat, da cui si trova a circa 2 chilometri a ovest.
Qasr al-Hallabat è uno degli edifici degli Omayyadi più noti dei castelli del deserto. Il suo stile mostra somiglianze con quello di Qusayr 'Amra, un altro dei castelli del deserto. L’ambiente è costituito da una sala per il pubblico rettangolare così come i bagni. I bagni comprendono un apodyterium (camera spogliatoio), il tepidarium (camera calda) e il caldarium (camera calda), con forno annesso, pozzo d'acqua, dispositivo di sollevamento dell'acqua (Saqiya) e serbatoio dell'acqua rialzato.
I resti di una moschea senza tetto accanto alla fornace sono di recente datazione. A partire dal 2007 o prima, la maggior parte del complesso termale, nonché i mosaici e le sculture di accompagnamento sono preservati.